# Eupithecia kurdica
Eupithecia kurdica är en fjärilsart som beskrevs av Louis Beethoven Prout 1938. Eupithecia kurdica ingår i släktet Eupithecia och familjen mätare. Inga underarter finns listade i Catalogue of Life.